# Brachystele tamayoana
Brachystele tamayoana är en orkidéart som beskrevs av Szlach., Rutk. och Joanna Mytnik-Ejsmont. Brachystele tamayoana ingår i släktet Brachystele och familjen orkidéer. Inga underarter finns listade i Catalogue of Life.